# EDonkeynetwerk
Het eDonkeynetwerk (ook wel het eDonkey2000-netwerk of ed2k genoemd) is een peer-to-peer-netwerk, die hoofdzakelijk wordt gebruikt om muziek, films en software mee uit te wisselen.

## Werking en mogelijkheden
De eDonkeyclients verbinden met het netwerk om bestanden te delen. De eDonkeyservers fungeren daarbij als zoekcentrale voor de clients en zorgen ervoor dat clients naar bestanden kunnen zoeken.  Clients en servers zijn beschikbaar voor onder andere Microsoft Windows, Mac OS X en Linux. Iedereen kan een server aan het netwerk hangen en omdat het servernetwerk constant verandert, zorgen de clients ervoor dat de serverlijst regelmatig wordt ververst.
Het eDonkeynetwerk gebruikt een hash checksum gebaseerd op MD4 om bestanden te kunnen identificeren. Hierdoor wordt het mogelijk om identieke bestanden, maar met verschillende bestandsnamen, of juist niet-identieke bestanden, maar dan met dezelfde bestandsnamen, te kunnen identificeren op het netwerk. Een andere mogelijkheid van het eDonkeynetwerk is bestanden die groter zijn dan 9500 kilobyte op te delen. Zodra een client een volledig fragment heeft begint hij dit te delen met anderen. Hierdoor wordt de distributie van bestanden versneld. Om het makkelijker te maken om bestanden te vinden, bestaan er websites die lijsten aanbieden van checksums in de vorm van e2k-links [e2k://] van veel gezochte bestanden, meestal films of muziekalbums. Sommige van deze websites hebben ook lijsten met populaire en actieve eDonkeyservers.

## Populariteit

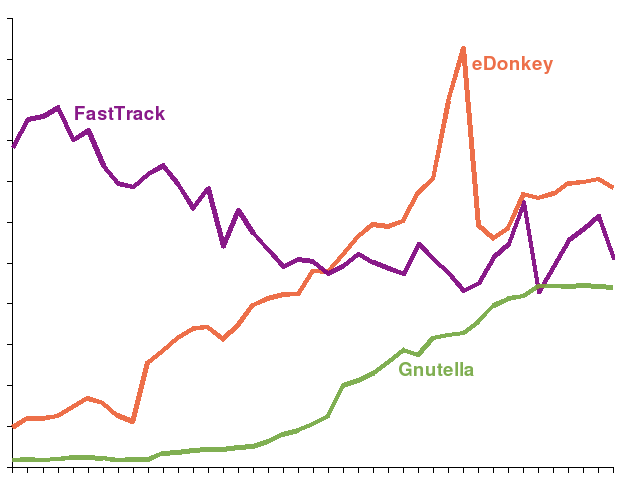
Verloop van het geschatte aantal gebruikers van de FastTrack-, eDonkey- en Gnutellanetwerken, tussen januari 2003 en eind mei 2006

In 2004 haalde het eDonkeynetwerk het FastTracknetwerk qua aantal gebruikers in, zodat het qua gebruikers het grootste peer-to-peer-netwerk werd. Eind mei 2006 had het netwerk volgens de website Slyck ongeveer gemiddeld 3,4 miljoen gebruikers.

## Servers
De meest gebruikte ed2k-serversoftware is Lugdunum.

### Overnet en Kad
Een nadeel van het eDonkeynetwerk is dat het speciale servers nodig heeft om te blijven functioneren. Het is dus afhankelijk van gebruikers die  bandbreedte en CPU-tijd tot hun beschikking hebben en willen geven om constant een server online te houden. Deze servers hebben veel verkeer te verduren en zijn daarom ook in theorie kwetsbaar voor aanvallen op het netwerk. Om dit probleem te voorkomen heeft MetaMachine, het bedrijf dat aan de wieg stond van de oorspronkelijke eDonkeyclient, een opvolger, genaamd Overnet, om de afhankelijkheid van centrale servers op te lossen. Ook een andere populaire client, eMule, ontwikkelde een gelijksoortig nieuw protocol, genaamd Kad. Beiden zijn ze gebaseerd op het Kademlia-algoritme.
Toch is het zo dat ondanks deze nieuwe protocollen het eDonkeynetwerk nog steeds vele malen populairder is dan deze nieuwe protocollen.

### Censuur en privacy
Recent zijn er servers op het netwerk aangesloten die bepaalde zoekopdrachten naar en informatie over bestanden censureren, zoals bijvoorbeeld "mp3" of "sex". Deze servers hebben namen zoals  "Sonny Boy", "Byte Devils" en "Pirate's Lair". Sommige van deze servers hebben IP-adressen die beginnen met "64.34" en zijn gesitueerd in de Verenigde Staten, maar ook in andere landen.
Er wordt aangenomen dat de organisatie achter de gecensureerde servers ook valse "Razorback"-servers draaien, zoals "Razorback 2.3", "Razorback 2.4". Uit de gelekte mails van Mediadefender blijkt dat deze organisatie betaald door MPAA-geallieerde bedrijven via server zoekopdrachten hinderde. Ook zijn er andere servers die veel hashlinks naar spam opleveren en verder niets toevoegen. 
De meeste eDonkeyclients kunnen er echter voor zorgen dat zulke servers worden geblokkeerd met een ip-filterlijst of een externe applicatie zoals protowall .

### Inbeslagname
Rond 21 februari 2006 werden de "Razorback2"-servers offline gehaald en geconfisqueerd door de Federale Belgische politie.

## Clients
Er zijn meerdere clients aanwezig voor het eDonkeynetwerk, waarvan sommige open-source en sommige freeware:
| client        | gebaseerd op                                      | open-sourcesoftware | besturingssysteem          | besturingssysteem  | besturingssysteem          | Kademlia           | Unicode            |
| client        | gebaseerd op                                      | open-sourcesoftware | Linux                      | Windows            | Mac OS X                   | Kademlia           | Unicode            |
| ------------- | ------------------------------------------------- | ------------------- | -------------------------- | ------------------ | -------------------------- | ------------------ | ------------------ |
| aMule         | afsplitsing van xMule                             | Ja                  | Ja                         | Ja                 | Ja                         | Kad                | Ja                 |
| eDonkey2000   | -                                                 | Client is gestopt.  | Client is gestopt.         | Client is gestopt. | Client is gestopt.         | Client is gestopt. | Client is gestopt. |
| eMule en mods | -                                                 | Ja                  | Nee                        | Ja                 | Nee                        | Kad                | Ja                 |
| Hydranode     | -                                                 | Ja                  | Ja                         | Ja                 | Nee                        | Nee                | Nee                |
| lphant        | -                                                 | Nee, freeware       | Alleen CLI en webinterface | Ja                 | Alleen CLI en webinterface | Nee                | ?                  |
| MLDonkey      | -                                                 | Ja                  | Ja                         | Ja                 | Ja                         | Kad + Overnet      | Ja                 |
| Shareaza      | -                                                 | Ja                  | Nee                        | Ja                 | Nee                        | Nee                | Ja                 |
| xMule         | afsplitsing van lMule, die een vorm van eMule is. | ?                   | Ja                         | ?                  | ?                          | ?                  | ?                  |